# Maria Tănase 2 – Folk Romanian Songs, Recordings 1953–1957

Maria Tănase 2 – Folk Romanian Songs, Recordings 1953–1957 este un album al cântăreței de muzică populară Maria Tănase. Acompaniază orchestra dirijată de Victor Predescu (3, 4, 7, 10, 13, 16).

## Detalii ale albumului
- Genre: Folk, World, & Country
- Style: Folklore
- Limbi: Romana / Franceza
- Casa de discuri: MUSICAL ARK
- Catalog #:
- Format: CD, Compilation, Digisleeve
- Data Lansari: 5 mai 2009

## Lista pieselor
- 01 - Dragi mi-s cantecele mele (How I Love my songs) [3:51]
- 02 - Aseara vantul batea (Wind was blowing last night) [2:56]
- 03 - Bun ii vinul ghiurghiuliu (Good Rosy Wine) [3:42]
- 04 - Toderel [2:39]
- 05 - Pe vale, tsatso, pe vale (In the Valley, My Love, in the Valley) [2:15]
- 06 - Hai, iu, iu (Heigh-ho) [3:54]
- 07 - Trenule, masina mica (Train, little Train) [3:42]
- 08 - Batranetse, haine grele (Old Age, Heavy Burden) [4:20]
- 09 - Aseara tsi-am luat basma (I brought You a shawl last night) [3:13]
- 10 - Ciuleandra [3:20]
- 11 - Ma dusel sa trec la Olt (Swim across the Olt River) [3:32]
- 12 - Pe deal pe la Cornatel (Up the Hill at Cornatsel) [2:15]
- 13 - Marie, si Marioara (Mary, Sweet Mary) [2:31]
- 14 - Lung ii drumul Gorjului (It's a Long Way to Gorj) [3:27]
- 15 - Doda, doda (Sister, Sister) [4:36]
- 16 - Butelcutsa mea (My Little Wine Bottle) [1:33]
- 17 - Dance Montagnarde (Mountain Folk Dance) [2:14]
- 18 - La Malediction d'Amour (He Who Loves and Let's Go) [3:27]
- 19 - Tien, Tien et Na! (Just for Fun) [2:27]
- 20 - Doina (Doina from Dolj) [5:49]